# 아메리카 컵

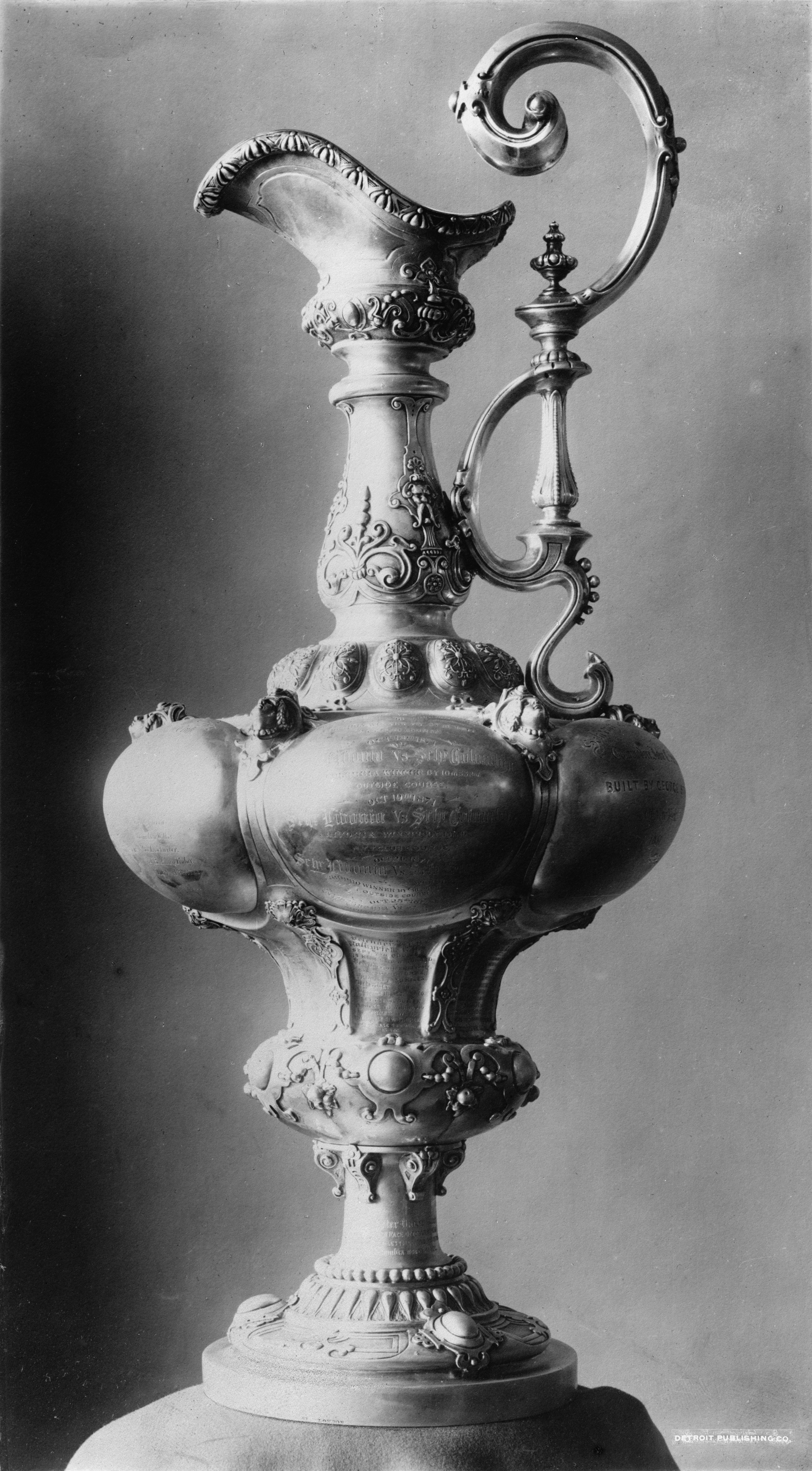
아메리카 컵 트로피

아메리카 컵(America's Cup 아메리카스 컵[*])은 1851년부터 열리고 있는 국제 요트 레이스이자 그 트로피의 이름이다. 근대 올림픽보다 45년, 피파 월드컵보다 79년, 브리티시 오픈보다 9년 일찍 시작한 대회로, 세계에서 가장 오래된 스포츠 트로피로 널리 일반적으로 인정되고 있다.
명칭의 유래는 제일 처음 우승한 요트 아메리카에서 이름을 따온 것으로, 미국의 컵이라는 의미는 아니다.
경기의 본질은 컵의 기증자가 쓴 증여 증서의 규정에 따라 아메리카 컵을 걸고 매치 레이스 (1 대 1) 형식으로 경쟁하는 요트 클럽 간의 친선 경기이다. 그러나 사용되는 요트는 출전국에서 건조해야 하기 때문에 참가국의 조선 공학 · 건축 공학 · 재료 공학 · 유체 역학 · 항공 역학 · 기상 등의 첨단 기술과 군사에서의 응용 기술이 투입 되는 등 참가국의 위신을 건 국가 별 대항 레이스로의 일면도 가지고 있다.